# Клодзіно (Пижицький повіт)
Клодзіно (пол. Kłodzino, нім. Kloxin) — село в Польщі, у гміні Пшелевиці Пижицького повіту Західнопоморського воєводства.
Населення — 543 особи (2011).
У 1975-1998 роках село належало до Щецинського воєводства.

## Демографія
Демографічна структура станом на 31 березня 2011 року:
|          | Загалом | Допрацездатний вік | Працездатний вік | Постпрацездатний вік |
| -------- | ------- | ------------------ | ---------------- | -------------------- |
| Чоловіки | 286     | 49                 | 213              | 24                   |
| Жінки    | 257     | 45                 | 148              | 64                   |
| Разом    | 543     | 94                 | 361              | 88                   |